# عضل بلوشي
عضل بلوشي أو عضل الحجاز (الاسم العلمي: Gerbillus nanus) (بالإنجليزية: Baluchistan Gerbil)‏ هو نوع من الحيوانات يتبع جنس العضل من الفصيلة الفأرية. يتوزع تواجده من المغرب إلى الصومال ومناطق غرب باكستان.